# Достик (канал)
40°52′13″ пн. ш. 68°15′20″ сх. д. / 40.8703° пн. ш. 68.2556° сх. д.
Достик (узб. Do‘stlik, Дўстлік; каз. Dostiq — «Дружба», у радянські роки — Канал імені Кірова) — великий іригаційний канал, що пролягає територією Сирдар'їнської області Узбекистану та Туркестанської області Казахстану. Свій початок бере від скидного каналу Фархадської ГЕС на річці Сирдар'я. Будівництво розпочалося у 1907 році та було завершене у 1913 році.

## Характеристики
Пропускна здатність каналу становить 230 м³/с. Спочатку він був збудований як самопливний водотік у земляному руслі. Однак у 2011 році казахстанська ділянка була модернізована та оснащена системою машинної подачі води.
Довжина річки становить 113 км, з яких 49 км проходять  територією Казахстану.
Найбільші відвідні гілки:
- Права  — 58 м³/с
- Сардобинська  — 13 м³/с
- Малекська  — 12 м³/с

Має три скиди з об'ємом водовідведення 40, 18 та 17 м³/с.
У Мактааральському районі Казахстану канал використовується для зрошення 136 тис. га сільськогосподарських угідь. Станом на 1984 рік загальна площа зрошуваних земель в Узбецькій та Казахській РСР становила 216 тис. га.

## Історія
У радянський період канал був відомий під назвою Канал імені Кірова.
У 1939—1941 роках канал було розширено й подовжено, а у 1954 році проведено його реконструкцію.
З 1992 року забір води до каналу Достик з річки Сирдар'ї регулюється міжурядовими угодами, які визначають щорічний ліміт водоспоживання для кожної з країн-учасниць. Проте угоди не завжди виконуються в повному обсязі, що особливо позначається на хліборобах Казахстану, оскільки вони є найбільш віддаленими від водозабору.
Для забезпечення стабільного водопостачання уряд Казахстану розробив проєкт машинної подачі води з Шардаринського водосховища до каналу Достик, що завершується кінцевим скидом, тим самим гарантується надійність водозабезпечення.